# Thelymitra atronitida
Thelymitra atronitida är en orkidéart som beskrevs av Jeffrey A. Jeanes. Thelymitra atronitida ingår i släktet Thelymitra och familjen orkidéer. Inga underarter finns listade i Catalogue of Life.